# 奴隶制和跨大西洋奴隶贸易受害者国际纪念日
奴隶制和跨大西洋奴隶贸易受害者国际纪念日（International Day of Remembrance of the Victims of Slavery and the Transatlantic Slave Trade）是由联合国大会于2007年12月17日设立的一个国际纪念日，定于每年的3月25日紀念跨大西洋奴隸貿易。。